# Ивтон, Фернан
Фернан Ивтон (фр. Fernand Iveton, 12 июня 1926 — 11 февраля 1957) — франко-алжирский революционер, член Алжирской коммунистической партии, активный участник антиколониального движения в рядах «Борцов за освобождение». Единственный европеец из числа 198 сторонников ФНО, казнённых французской администрацией за участие в борьбе за независимость Алжира.

## Арест
Фернан Ивтон заложил бомбу на газораспределительном заводе, где работал. Однако агенты политической полиции уже вели слежку за Ивтоном и арестовали его на месте. После нескольких дней жестоких пыток был проведён однодневный «судебный процесс» на котором Фернана Ивтона приговорили к смертной казни. Несмотря на то, что диверсия была специально рассчитан так, чтобы избежать жертв, в пересмотре приговора было отказано, что произошло не в последнюю очередь благодаря направленной против Ивтона газетной травле.
Тогдашние президент республики Рене Коти, президент совета социалист Ги Молле и министр юстиции социалист Франсуа Миттеран подтвердили приговор. Ивтон был гильотинирован в алжирской тюрьме. Других арестованных членов «Борцов за освобождение» удалось спасти от казни только благодаря массовой кампании, в которой участвовали Жан-Поль Сартр, Симона де Бовуар и др.

## Память
Улица в алжирском районе Эль-Мадания, где родился и жил Фернан Ивтон, ныне носит его имя.